# 甘き人生
『甘き人生』（あまきじんせい、原題：Fai bei sogni）は、2016年のイタリア・フランスのドラマ映画。ジャーナリストのマッシモ・グラメッリーニによる自伝的小説『Fai bei sogni（よい夢を）』を原作としており、監督はマルコ・ベロッキオが務めた。出演はヴァレリオ・マスタンドレア、バルバラ・ロンキ、ベレニス・ベジョ、ファブリツィオ・ジフーニ、ロベルト・ヘルリッカ、ミリアム・レオーネ、エマニュエル・ドゥヴォスなど。
第69回カンヌ国際映画祭監督週間のオープニング作品として上映された後、イタリアでは2016年11月10日から劇場公開された。
イタリア映画祭2017での上映時タイトルは『スイート・ドリームス』。

## あらすじ
1960年代、トリノ。一人っ子の9歳の少年マッシモは、優しい母の愛を一身に受けて暮らしていた。
ある日の夜、マッシモの母は眠っている息子に「楽しい夢を」と告げた直後、謎めいた死を遂げる。警察が家に到着し、マッシモは怪しむが、父や親戚は何も説明してくれない。その後、父に連れられて行った教会で、司祭から「ママは天国にいる」と教えられるが、幼いマッシモは母の死を受け入れることができず、葬式でも大声を上げて母を呼ぶのだった。
母の死後、気難しく厳格な父とマッシモは上手く関係を築くことができない。父に叱られてばかりのマッシモは、生前の母と観ていたテレビ番組に出てくる怪人ベルファゴールにひそかに助けを求めるのだった。
10代になったマッシモはある日、裕福な級友エンリコの家に招かれ、初めて会ったエンリコの母と親しく会話を交わす。マッシモの手前、最初は母を邪険にしていたエンリコだったが、すぐに母とじゃれ合い始め、マッシモはその様を黙って見つめる。マッシモはエンリコに、自分の母はニューヨークに暮らしていると嘘をついていたのだった。
マッシモとエンリコの通う学校で科学を教えるエットレ神父は、科学や信仰についてマッシモから質問されて対話を重ねるうち、マッシモが母の死をいまだに受け入れられていないことに気づき、まずはきちんと悲しみに向き合うべきだと諭す。
自宅に帰ったマッシモは、母が亡くなる瞬間を見たのかと父に問いただす。父は、彼女は家族が眠っている夜の間にひとり心筋梗塞で亡くなっており、自分が目を醒ましたときにはすでに廊下で倒れていたのだと説明する。
1992年。30代になったマッシモは、ラ・スタンパ紙でスポーツジャーナリストとして働いていた。仕事は順調で、すでに署名記事を書けるようになっていたが、どこか他人に心を閉ざしがちで、恋人のアニェーゼとの関係も破綻寸前だった。
ある晩、マッシモは同僚を通じて、著名な金融投機家であるアトスの家に招かれる。アトスはマッシモに、自分の伝記を執筆しないかと持ちかける。二人が話していたとき、アトスの勾留令状を持った財務警察の職員が訪ねてくる。アトスは同行に同意するが、身支度をしてくると言って自室に入り、そのまま拳銃で自殺した。マッシモが新聞社に電話をかけてアトスの自殺を知らせると、翌日の朝刊の一面に掲載するためこの事件の記事を書くように命じられる。
1993年、マッシモはユーゴスラビア紛争の取材のためサラエヴォへ派遣される。取材を続ける中で、ある日、マッシモは同僚のカメラマンとともに一軒の民家へ案内される。家のベランダには銃撃によって亡くなったと思われる女性が倒れており、その隣の部屋にはひとり黙々とビデオゲームで遊んでいる幼い少年がいた。カメラマンは二人が同じフレームに収まるよう少年を椅子ごと女性の近くに移動させ、少年が母の亡骸のすぐそばでビデオゲームに興じている構図の写真を撮る。
トリノへ戻り、留守の間に伯母から郵便で届けられていた母の遺品のマッチ箱を目にしたマッシモは、パニック発作に襲われる。発作性頻脈ではないかと恐れたマッシモは病院に連絡するが、電話口で症状を聞いた医師のエリーザが深呼吸をさせて落ち着かせる。その直後、マッシモは病院を訪れ、エリーザを見つけて診察を受ける。母が心筋梗塞で亡くなったから心配になったのだと釈明するマッシモだったが、心臓の持病もなく38歳で突然亡くなったと聞いて、エリーザはマッシモの父の説明を不審に思う。幼少期を思い返しながら、マッシモは、母の死後の孤独と不安の中である種の守護者としてすがっていた存在、怪人ベルファゴールについてもエリーザに話す。
1995年。疎遠になっていた父と久々に再会したマッシモは、父が30歳年下の女性アニータと交際していることを知る。アニータと結婚するのかと尋ねるマッシモに、結婚したとしても遺産の取り分は変わらないから安心しろと答える。嫌がるマッシモに父は亡くなった妻の思い出話をして聞かせ、形見の結婚指輪を強引に息子に手渡す。
その頃、新聞社に、シモーネという読者から「自分の母を憎んでいて、母に死んでほしいと願っている」という悩みを打ち明ける手紙が届く。社員たちはこの手紙への返信を嫌がるが、マッシモの生い立ちを知る編集長は返信してみるように勧める。マッシモが幼い頃に母を亡くした自分の経験を綴ったシモーネへの返事は紙面に掲載され、多くの読者の感動を呼ぶ。予想外の大反響に戸惑ったマッシモだったが、記事を読んで連絡してきたエリーザと再会し、二人は恋人同士になる。
1999年。父から遺贈されたアパートを片付けていたマッシモは、幼少期の辛い記憶に再び苛まれる。マッシモが伯母を呼び出し、真実を教えてくれるよう頼むと、伯母は書棚から古い新聞を取り出して手渡す。そこには、重病を患ったことを苦にしたマッシモの母が、5階にある自宅の窓から身を投げ、命を絶ったことが記されていた。これまで事実を伝えなかった周囲の大人たちを詰り、幼い自分を置いて去った母を責めるマッシモだったが、そんな彼に、エリーザは母への執着心を捨てるよう優しく促すのだった。

## キャスト
- マッシモ（大人）：ヴァレリオ・マスタンドレア
- マッシモの母：バルバラ・ロンキ
- エリーザ：ベレニス・ベジョ
- アトス：ファブリツィオ・ジフーニ
- エンリコの母：エマニュエル・ドゥヴォス
- エットレ神父：ロベルト・ヘルリッカ
- アニェーゼ：ミリアム・レオーネ
- シモーネ：ファウスト・ルッソ・アレージ

## 主な受賞とノミネート
- ダヴィッド・ディ・ドナテッロ賞（2017年）
  - ノミネート：作品賞
  - ノミネート：監督賞（マルコ・ベロッキオ）
  - ノミネート：脚色賞（エドアルド・アルビナーティ、マルコ・ベロッキオ、ヴァリア・サンテッラ）
  - ノミネート：主演男優賞（ヴァレリオ・マスタンドレア）
  - ノミネート：撮影賞（ダニエーレ・チプリ）
  - ノミネート：作曲賞（カルロ・クリヴェッリ）
  - ノミネート：美術賞（マルコ・デンティチ）
  - ノミネート：メイクアップ賞（ジーノ・タマニーニ）
  - ノミネート：ヘアスタイリスト賞（マウロ・タマニーニ）
  - ノミネート：音響賞（ガエターノ・カリート、ピエルパオロ・ロレンツォ、リリオ・ロザート、ロベルト・カッパネッリ、ジャンルーカ・バジーリ）
- ナストロ・ダルジェント賞（2017年）
  - 美術賞（マルコ・デンティチ）
  - 編集賞（フランチェスカ・カルヴェッリ）
  - ノミネート：監督賞（マルコ・ベロッキオ）
  - ノミネート：プロデューサー賞（ベッペ・カスケット）
  - ノミネート：撮影賞（ダニエーレ・チプリ）
  - ノミネート：衣装賞（ダリア・カルヴェッリ）
- イタリア・ゴールデングローブ賞（2017年）
  - ノミネート：作品賞
  - ノミネート：脚本賞（エドアルド・アルビナーティ、マルコ・ベロッキオ、ヴァリア・サンテッラ）

## 劇中での引用
- 幼少期のマッシモが母と一緒にテレビで観ている番組はフランス製作のドラマ『Belphégor ou le Phantom du Louvre（ルーヴルの怪人ベルフェゴール）』（イタリア語タイトルは『Belfagor o Il fantasma del Louvre』）である。
- マッシモがトリノFC対アスコリの試合結果（トリノ4対アスコリ0）について記事を書いている場面で、テレビ画面にはSSCナポリとジェノアCFCの試合結果を報じる番組が放送されている。これらはセリエAで1992年5月24日に実際に開催された2試合を指している。
- アトスが警察の到着直後に自殺する場面は、1990年代初頭に実際に行われた「タンジェントポリ」（イタリア政界に蔓延していた腐敗と癒着に対する大規模な汚職捜査）への言及と考えられる。
- 母の死後、マッシモが父に連れられて観戦に行ったのはスタディオ・オリンピコ・グランデ・トリノでのトリノ・ダービー（デルビー・デッラ・モーレ）である。また、自宅で試合実況の真似をして遊ぶマッシモは、当時のトリノFCの実在の有名選手（ジョルジョ・フェリーニ、クラウディオ・サーラ、アルベルト・カレッリら）の名前を口にしている。
- 1972年のミュンヘン五輪の飛込競技の実況中継をテレビで観ながらマッシモが一人で遊ぶ場面では、実際にイタリア代表として出場したジョルジョ・カニョットとクラウス・ディビアージの競技映像が使用されている。